# Viola yedoensis
Viola yedoensis är en violväxtart som beskrevs av Tomitaro Makino. Viola yedoensis ingår i släktet violer, och familjen violväxter. Inga underarter finns listade i Catalogue of Life.

## Bildgalleri

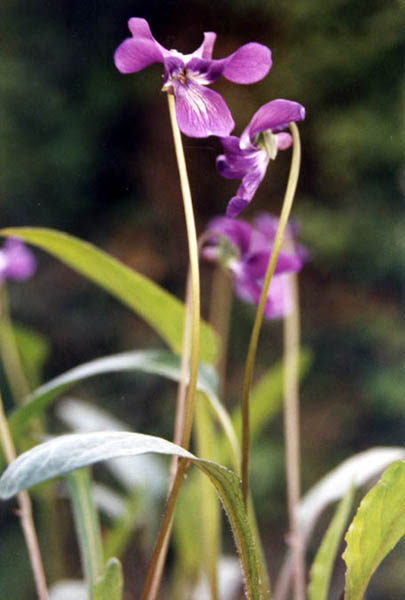
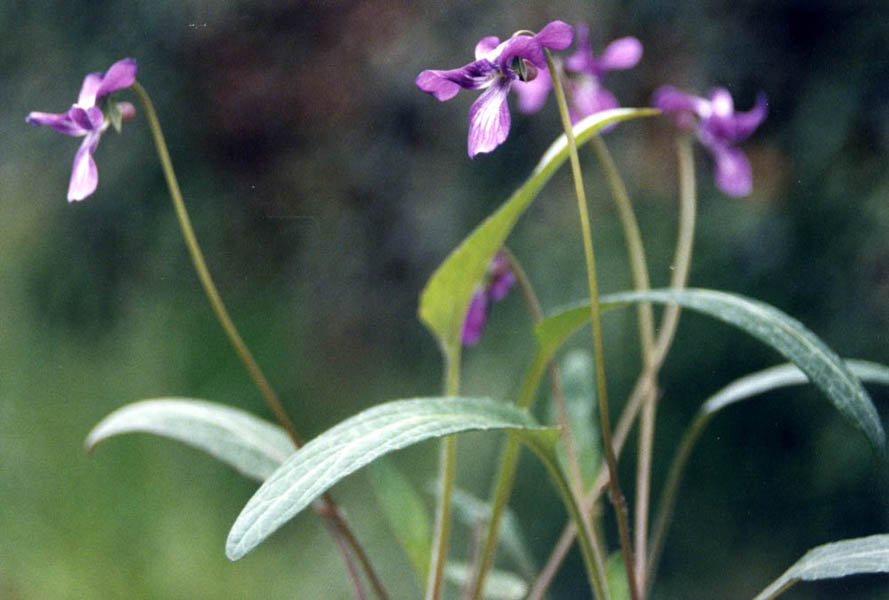
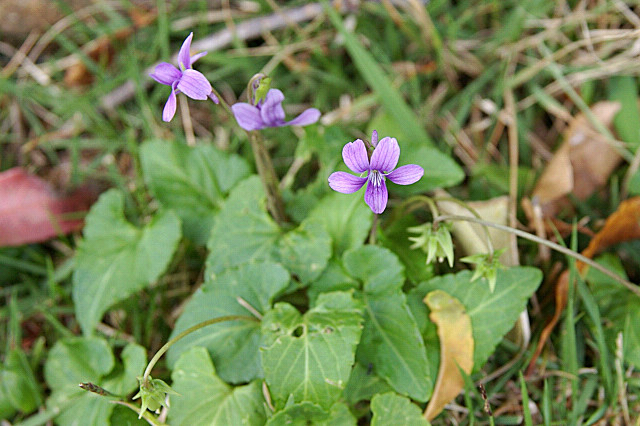